# Amazone mercenaire
Amazona mercenarius
Espèce
Statut de conservation UICN

 LC  : Préoccupation mineure
Statut CITES
L'Amazone mercenaire (Amazona mercenarius) est une espèce de Psittacidae néotropical présente du Venezuela à la Bolivie.

## Sous-espèces
D'après Alan P. Peterson, il existe deux sous-espèces :
- Amazona mercenarius canipalliatus  (Cabanis, 1874)
- Amazona mercenarius mercenarius  (Tschudi, 1844)